# Клещ, Иван Никифорович
Ива́н Ники́форович Кле́щ (27 сентября 1922, Маломихайловка, Екатеринославская губерния — 5 августа 1989, Киев) — полковник Советской Армии, участник Великой Отечественной войны и испытаний ядерного оружия на Новой земле, Герой Советского Союза (1962).

## Биография

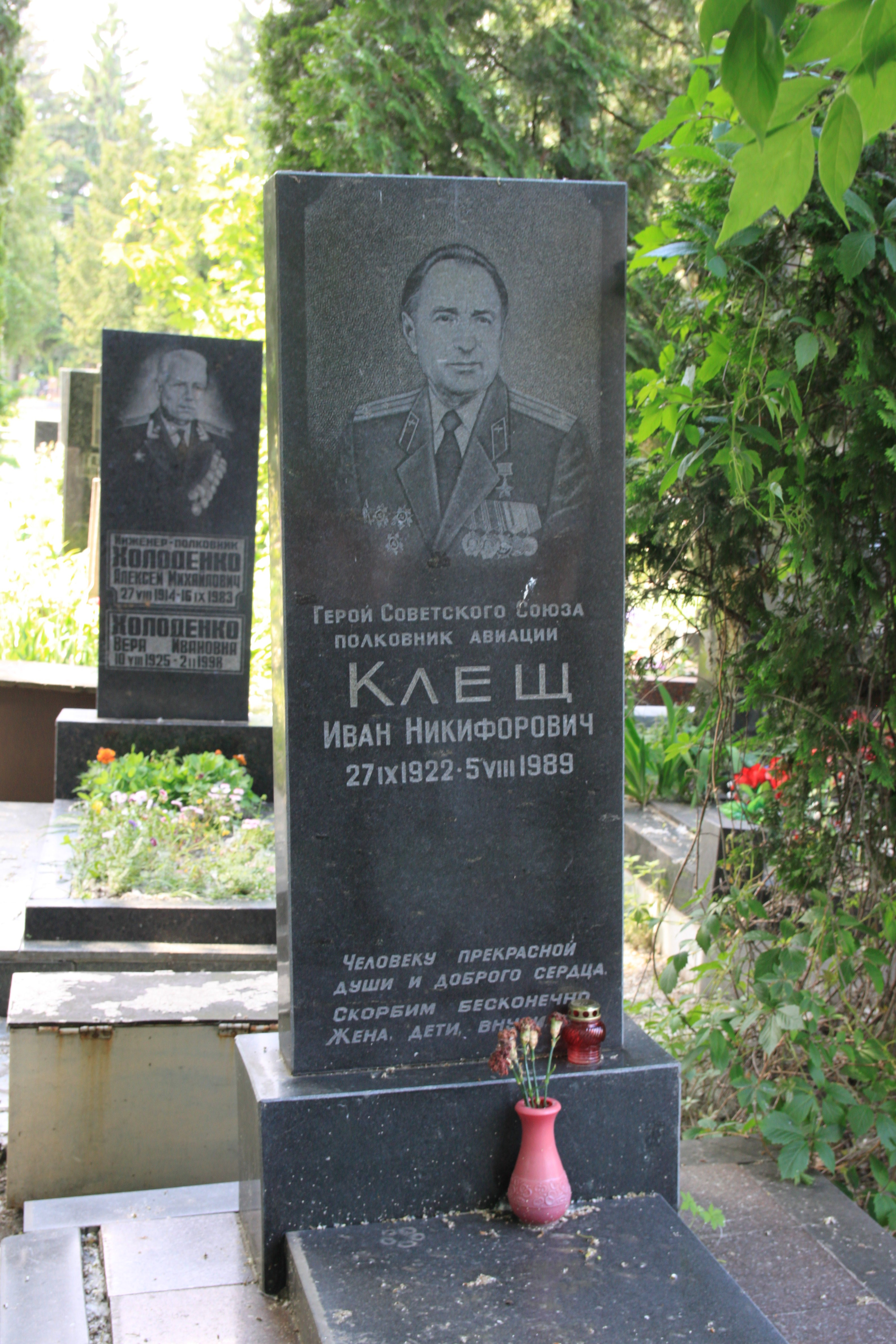
Могила Клеща на Лукьяновском военном кладбище Киева.

Иван Клещ родился 27 сентября 1922 года в селе Маломихайловка (ныне — Синельниковский район Днепропетровской области Украины). Окончил 8 классов школы. 
В 1940 году Клещ был призван на службу в Рабоче-крестьянскую Красную Армию. В 1943 году он окончил Челябинскую военную авиационную школу стрелков-бомбардиров, в 1944 году — Ивановскую высшую школу штурманов и лётчиков. Участвовал в Великой Отечественной войне, совершил 52 боевых вылета на бомбардировку вражеских объектов.
После окончания войны Клещ продолжал службу в Советской Армии. В 1958 году он окончил Центральные лётно-тактические курсы. 
В 1961 году он был назначен ведущим штурманом испытаний самого мощного в истории термоядерного заряда на острове Новая Земля, ведущим лётчиком его экипажа стал подполковник Андрей Дурновцев. Как и все остальные участники испытаний, Клещ прошёл специальный комплекс тренировок. 30 октября 1961 года испытания были успешно проведены.
Указом Президиума Верховного Совета СССР от 7 марта 1962 года за «мужество и героизм, проявленные при проведении воздушных ядерных испытаний» майор Иван Клещ был удостоен высокого звания Героя Советского Союза с вручением ордена Ленина и медали «Золотая Звезда» за номером 11132.
В сентябре 1966 года в звании полковника Клещ был уволен в запас. Проживал в Киеве. Умер 5 августа 1989 года, похоронен на Лукьяновском военном кладбище Киева.
Был награждён двумя орденами Ленина (16.10.1957, 09.03.1962), орденом Красного Знамени (22.02.1955), двумя орденами Отечественной войны 1-й степени (05.11.1944, 06.04.1985), орденом Отечественной войны 2-й степени (12.05.1945), орденом Красной Звезды (30.12.1956), рядом медалей.